# William Fraser
William Fraser, britanski general, * 1890, † 1964.